# Engelhardtia roxburghiana
Engelhardtia roxburghiana là một loài thực vật có hoa trong họ Juglandaceae. Loài này được Lindl. mô tả khoa học đầu tiên năm 1831.